# Grit Breuer
Grit Breuer, nemška atletinja, * 16. februar 1972, Röbel, Vzhodna Nemčija.
Nastopila je na poletnih olimpijskih igrah v letih 1988, 1996 in 2004, osvojila je bronasti medalji v štafeti 4x400 m v letih 1988 in 1996. Na svetovnih prvenstvih je osvojila naslov prvakinje leta 1997, srebrno in dve bronasti medalji v štafeti 4x400 m, srebrno medaljo v teku na 400 m in bronasto v štafeti 4x100 m, na svetovnih dvoranskih prvenstvih zlato in bronasto medaljo v teku na 400 m in štafeti 4×400 m ter bronasto medaljo v teku na 200 m, na evropskih prvenstvih dve zlati in srebrno medalja v teku na 400 m ter dve zlati medalji v štafeti 4x400 m, na evropskih dvoranskih prvenstvih pa zlato in srebrno medaljo v teku na 400 m.